# Manera Fru Fru, Manera: O Último Pau de Arara
Manera Fru Fru Manera ou O Último Pau de Arara é o primeiro álbum de estúdio gravado pelo cantor, compositor e instrumentista cearense Raimundo Fagner, lançado e distribuído no ano de 1973 pela gravadora Polygram (atual Universal Music). O disco é um dos primeiros da 'invasão nordestina' na música brasileira. O disco conta com a participação de artistas já consagrados como Nara Leão e Naná Vasconcelos.

## Lançamento e recepção
O primeiro lançamento do disco foi em 15 de maio de 1973, e apesar da participação de Nara Leão, e Naná Vasconcelos, artistas que já eram conhecidos nacionalmente, o disco vendeu apenas 5 mil exemplares e foi retirado de catálogo. Em 1976 o álbum foi relançado impulsionado pelo sucesso de seu disco deste mesmo ano titulado Raimundo Fagner, já pela gravadora CBS, curiosamente, a gravadora Continental fez o mesmo com o segundo álbum de Fagner Ave Noturna. A segunda edição do disco mencionava Belchior como coautor de "Canteiros", e tinha algumas outras alterações.

## Faixas
1. "Último Pau de Arara" (Venâncio / Corumba / J. Guimarães)
2. "Nasci Para Chorar" (Dion / Dimucci / versão: Erasmo Carlos)
3. "Penas do Tiê" (Folclore / adap. Raimundo Fagner)
4. "Moto 1" (Raimundo Fagner / Belchior)
5. "Mucuripe" (Raimundo Fagner / Belchior)
6. "Como Se Fosse" (Raimundo Fagner / Capinan)
7. "Pé de Sonhos" (Petrúcio Maia / Brandão)
8. "Canteiros" (Raimundo Fagner/Cecília Meireles)
9. "Sina" (Raimundo Fagner / Ricardo Bezerra / Patativa do Assaré)
10. "Tambores" (Raimundo Fagner / Ronaldo Bastos)
11. "Serenou na Madrugada" (Folclore / adap. Raimundo Fagner)
12. "Manera Fru Fru, Manera" (Raimundo Fagner/R. Bezerra)
  - "Cavalo Ferro" (Raimundo Fagner / Ricardo Bezerra)A

A - Canção lançada na edição do ano de 1991 no lugar da faixa "Canteiros".

## Acusações de plágio
O Jornal do Brasil, edição do dia 30 de Agosto de 1979 informou que 14 mil discos e três mil fitas cassetes de Fagner foram apreendidos no Rio de Janeiro após ação judicial movida pelas três filhas da poetisa Cecília Meireles contra as gravadoras Polygram, Philips Records, Polystar e Discos CBS. Elas acusam o cantor de usar poesias da mãe ("Motivo" e "Marcha") nas canções "Quem Viver Chorará" e "Canteiros"." O disco foi relançado mais tarde sem a inclusão de "Canteiros" em sua tracklist.
No final da década de 1990, o filho do compositor Hekel Tavares, Alberto Hekel Tavares, processou o cantor e compositor Raimundo Fagner, por plagiar a canção “Penas do tiê”, de autoria de seu pai. Fagner alegou que “Penas do tiê” era uma adaptação sua do folclore, de uma canção recolhida do domínio público. Alberto Hekel exigiu indenização de R$ 400 mil. Segundo ele, “a canção não só não era do folclore como era bastante conhecida e de um dos grandes compositores brasileiros”. Descobrira o plágio ao ouvir uma gravação da Orquestra Pró-Música do Rio de Janeiro (atual Orquestra Petrobras Sinfônica), tendo como solista a cantora Ithamara Koorax, e declarou aos jornais: “É inacreditável! Tratava-se da mesma canção”. Segundo ele, Fagner só mudou duas palavras: “Ele chama a fruta gabiroba de guabiraba, coisa que não existe”.